# Râul Salcea
Râul Salcea este un curs de apă, afluent al râului Suceava în județul Suceava. 

## Hărți
- Ovidiu Gabor - Economic Mechanism in Water Management ][nefuncțională]
- Harta județului Suceava